# 雨宮真貴
雨宮 真貴（あまみや まき、1983年6月4日- ）は、日本の元AV女優。

## 人物・来歴
- 身長:168cm[1]
- スリーサイズ:B83(D)・W58・H80cm[1]
- 出身地:神奈川県[1]
- 趣味・特技:読書、音楽鑑賞[1]

- 2010年11月にAVデビュー[2]。

## 出演作品

### アダルトビデオ
2010年
- 面接即採用。即デビュー! 美しすぎる現役OL。 セックスが好きで応募してきた素人娘。 （11月13日、MOODYZ）　※デビュー作
- あなたへ 今晩、しのぶの家に泊まります。 （12月25日、マドンナ）

2011年
- 夫の不在を狙われた人妻 （1月13日、溜池ゴロー）
- 高級人妻クラブ 10 （1月14日、Nadeshiko）
- 溜池ゴローが撮り下ろす 素顔の女優シリーズ その5 （1月28日、Nadeshiko）…オムニバス作品
- 長身で脚が長くて美しいお姉さんの色んなレギンス （2月5日、フリーダム）
- レズビアン兄嫁いぢめ（2月19日、アンナと花子）
- 犯されたパイパン美人妻（3月19日、クロス）
- 黒ストの似合うキャリアウーマン（3月19日、AROUND）
- 後妻いじめ（3月25日、マドンナ）
- 隣人は綺麗でキス魔なお姉さん（4月1日、ムーディーズ）
- 母との秘め事（4月1日、ABC）
- 団地妻の憂い（4月7日、アイエナジー）
- 僕専用等身大フィギュア（4月19日、ROOKIE）
- 親族相姦 きれいな叔母さん（4月19日、VENUS）
- パンスト美脚オフィスレディ（5月1日、Fitch）
- 近親相姦 「イカせて! 早くイカせて!」ドS息子の寸止め交尾（5月19日、VENUS）
- 嫁姑レズ調教（5月25日、5月25日、マドンナ）
- 夫がしてくれないから（6月16日、MOMIJI）
- 熟雌女anthology #070（6月17日、PLUS）
- 不貞妻の物語3（7月22日、赤ほたるいか/妄想族ブラックレーベル）
- ネオパンストフェティッシュVer.24（8月13日、AVS）
- 連続絶頂泣きイカセ（9月1日、Fitch）
- 義母と息子の禁断な性教育3（9月15日、ジャネス）
- 奴隷義母3（10月25日、ジャネス）
- 人妻妄想れずびあん（11月13日、U＆K）
- 家庭教師真貴先生の中出し授業（12月7日、BeFree）
- 催眠愛玩 4号（12月10日、催眠研究所）

2012年
- 爆乳女社長 若手社員に嫌という程パワハラ性感 4（4月5日、クイーンダム）
- ノーパンパイパンお姉さんの美脚×パンスト（4月15日、ワンズファクトリー）
- レズ強奪（7月5日、サディスティックヴィレッジ）
- 美人講師 魅惑パソコン講座 雨宮真貴（9月28日、Mellow Moon）
- 寝取られた人妻 雨宮真貴（10月12日、KMP）
- 「常に性交」メンズエステ 超VIP中出しスペシャル（12月20日、SODクリエイト）

2013年
- 友達のお母さん 雨宮真貴（5月24日、Nadeshiko）
- トリプルレズビアン 9〜愛と嫉妬と禁断の姉妹〜（6月21日、クリスタル映像）
- ダブルプロポーズ（12月10日、ホットエンターティーメント）

2014年
- 5男7女！大家族の放浪すぎる性活 マミィの浮気と7姉妹の発情3時間スペシャル（3月20日、ブレスト）
- アナル舐め奴隷にされたパイパン妻（3月15日、MARRION）
- 「制服・下着・全裸」でおもてなし またがりオマ○コ航空 2（5月22日、SODクリエイト）
- ナマ姦不倫06（7月5日、光夜蝶）
- ヒロイン屈服 ワンダーレディ編 雨宮真貴（9月15日、GIGA）
- 普通の主婦の眼の前でさりげなく巨根マラを出したら…（9月20日、STAR PARADISE）
- ボディジャック6 Evolution（10月9日、ROCKET）
- 避暑地の別荘では目を外しているセレブ若妻に青姦中出しナンパ！！（10月10日、映天）
- 熟女立ちのファーストキス（10月20日、レイディックス）
- おしっこシャワー230人x2アングル（10月20日、レイディックス）
- 危険日直撃！100万円争奪生中出しババ抜き大会！（11月8日、Mr.mishiu）
- 転落貴婦人凌辱PARTY 雨宮真貴（11月18日、映天）
- 仕事のミスに付け込んで、凹んでる女子社員を慰めるふりして中出し！平謝りしている時の90度につきだしたお尻に触りたくて…（12月6日、MISTER）

2015年
- 不倫妻の情欲 ～悶えうずく濡れた蜜壺～ 雨宮真貴（1月9日、オルガ）
- 没落セレブ妻 恥辱のセックス講習（1月18日、MANJIRO/エマニエル）
- あなたへ 今晩、友達の家に泊まります（1月21日、マドンナ）
- 常にオマ○コくぱぁ オカズだらけのマンビラ御開帳オフィス（4月9日、ROCKET）
- ながえ官能映像集 夫に裏切られた妻たち…（6月25日、ながえスタイル）
- 女性40人分のおしっこプールに入りたい！（12月20日、レイディックス）

### インターネット放送
- トイズハートプレゼンツBUBKA「きのう誰食べた」（2014年01月14日ゲスト出演、ニコニコ生放送）[3]